# Verfassungspatriotismus
Verfassungspatriotismus ist ein staatsbürgerschaftliches Konzept, das sich als Alternative zu einem ethnisch begründeten Patriotismus sieht. Die Staatszugehörigkeit beruht diesem Konzept zufolge auf gemeinsamen politischen Werten wie Pluralismus, Demokratie und Meinungsfreiheit statt auf Abstammungs- oder Sprachgemeinschaften.
Der Begriff wurde in der Bundesrepublik Deutschland 1970 von Dolf Sternberger eingeführt und führte nach Sternbergers Rede zur 25-Jahr-Feier der Akademie für Politische Bildung (1982) zu größeren Kontroversen. Die Idee wurde 1986 von Jürgen Habermas aufgegriffen. Verfassungspatriotismus kann es nur in einer Willensnation geben, das Konzept beeinflusste die Entwicklung der Europäischen Union.

## Zu Grunde liegendes Nationsverständnis
Verfassungspatriotismus baut auf einem republikanischen Nationenverständnis auf. Dieses geht davon aus, dass die Nation eine durch gemeinsamen Willen und eine gemeinsame Geschichte zusammengehaltene Gemeinschaft von Menschen sei. Diese sehen sich untereinander als frei und gleich an. Ein solches Nationsverständnis wurde in der Neuzeit wesentlich während der Aufklärung und von Ernest Renan geprägt. Es entspricht der Zivilreligion, die auf Rousseau zurückgeht.
Eine aktive Staatsbürgerrolle ergibt sich für Habermas aus der Volkssouveränität als demokratischer Selbstgesetzgebung. Eine solche Staatsbürgernation ist durch die „Praxis von Bürgern“ und nicht durch ethnisch-kulturelle Gemeinsamkeiten zusammengehalten. In einer auf Aristoteles zurückgreifenden republikanischen Tradition sieht Habermas die Bürger als integralen Bestandteil des politischen Gemeinwesens. Demgegenüber steht ein dem Staat nur äußerlich, über Leistungen und Gegenleistungen verbundener Bürger.

## Definition
Unter Verfassungspatriotismus versteht man die Identifikation des Bürgers mit den Grundwerten, Institutionen und Verfahren der republikanischen politischen Grundordnung und Verfassung und die aktive Staatsbürgerrolle des Bürgers. Das Sich-Einbringen in das politische Geschehen steht nach der Nationsauffassung an zentraler Stelle bei diesem Konzept. Dies bedeutet in der Praxis zumindest ein Interesse für politische Fragen und geht über Wählen bis zu aktiver Politikgestaltung, z. B. in Form von Bürgerinitiativen oder Parteien.
In einer solchen Nation wird von den Verfechtern des Verfassungspatriotismus eine zweckrationale Haltung gegenüber politischen Fragen im Rahmen eines rationalen Diskurses gefordert. Mit der politischen Grundordnung soll eine rationale Identifikation vorhanden sein. Eine affektive Identifikation ist zusätzlich möglich. Eine bedingungslose Akzeptanz des Staates, der Verfassung und etwaiger Änderungen daran ist mit Verfassungspatriotismus gerade nicht gemeint, beschreibt er doch primär ein Bekenntnis zu den universellen Grundwerten der Nation und erst sekundär eine Identifikation mit dem Staat und der Verfassung, die diese Normen widerspiegeln. In der republikanischen Staatsauffassung wird die politische Gemeinschaft schließlich nicht als Selbstzweck aus der Nation heraus, sondern als notwendiger Bezugsrahmen für freie und gleiche Bürger gesehen.
Für Sternberger ist „das Wesen und Bestreben des Verfassungsstaates […] die Sicherung der Freiheit“. Mit der Einlösung der „Menschenrechte […] als Bürgerrechte“ legitimiert sich das Gewaltmonopol des Staates, da dieser für den Schutz der Rechte sorgt. Die Demokratie kann diesen Schutz schließlich am ehesten gewährleisten.
Mit dem Verfassungspatriotismus einher geht das Recht auf Auswanderung und Zurückweisung der Staatsbürgerschaft. Andererseits bietet das Konzept auch Immigranten die Möglichkeit, sich mit der politischen Kultur des Landes zu identifizieren.

## Debatte
Verfassungspatriotismus wird oft wegen seiner „Erlebnisarmut“ kritisiert. Die geforderte zweckrationale Haltung gegenüber politischen Fragen schaffe es nicht, Gefühle der Bürger anzusprechen. Eine gefühlsmäßige Bindung zur Nation sei jedoch nötig zur Bildung einer aktiven Gemeinschaft.
Verfechter des Verfassungspatriotismus antworten mit der Gegenfrage, ob denn eine affektive Bindung überhaupt nötig sei. Andere Nationskonzepte, wie eine ethnische Nation, hätten als konkreten Bezug auch nur eine gemeinsame Geschichte, Symbole (z. B. Flaggen) und an Mythen erinnernde Anlässe (z. B. Feiertage). Diese Bezüge sind in einer Republik jedoch durchaus mit Verfassungspatriotismus vereinbar.
Ein weiterer Kritikpunkt ist, dass Verfassungspatriotismus keinen Bezug zu Land, Volk und Geschichte aufweist. Dem wird entgegengehalten, dass eine politische Kultur gewachsen sei. Der Verfassungsprozess sei als ein geschichtlich-dynamischer Prozess zu verstehen.
In der politischen Kultur und Sozialisation spiegelt sich auch die Vergangenheit derselben wider. Eine Nation als Willensgemeinschaft von Menschen definiert sich unter anderem über die gemeinsame Geschichte, genauer: die gedachte, „erinnerte“ nationale Geschichte. Die Geschichte vollzog sich schließlich auf einem bestimmten Territorium. Geschichte und Land gehen so als Grundwerte der Bürger über deren Sozialisation in den Verfassungspatriotismus mit ein.
Kritiker des Konzepts monieren, dass Verfassungspatriotismus bedeute, Landsleuten, welche die gerade herrschende Verfassung ablehnen, die Zugehörigkeit zur politischen Gemeinschaft abzusprechen. Der fehlende Bezug zum Volk im Sinne einer Ethnie ist von Verfassungspatrioten allerdings gerade gewollt, gehen sie doch von einer Freiheit und Gleichheit aller Menschen aus. Eine Nation konstituiere sich nicht über Abstammung, sondern über Wille und Geschichte. Die Kategorie Volk ist hierbei im Sinne des Demos zu verstehen, d. h. der Menge aller Wahlberechtigten, die die Grundlage der Demokratie bildet.
Mit dem Wort vom Verfassungspatriotismus werde zudem das Vaterbild des alten pater familias aktiviert, das dann auf den guten „Vater Staat“ übergegangen sei. Die kindliche Gehorsamspflicht werde nun auf die Vorgaben der Verfassung übertragen. Deshalb biete sich an, stattdessen den alten Begriff von der Zivilreligion auszubauen.
Verfassungspatriotismus ist nicht nur eine normative Option des Bürgers, mit ihm verbinden sich nicht zuletzt auch normative Forderungen und pädagogische Absichten der Verfasser. Schließlich wird ein Spannungsverhältnis zwischen der Integrationsfunktion auf der einen und der Herrschaftsbegrenzungsfunktion (Minderheitenschutz) der Verfassung auf der anderen konstatiert.
Zur Gegenkritik und dem Versuch seiner politischen Belebung ist auf die Abschiedsrede des deutschen Bundespräsidentenden Joachim Gauck zu verweisen. Er erklärt:

„[…] das in der akademischen Welt geborene Wort Verfassungspatriotismus nicht nur ein Theorem ist, sondern Lebenswirklichkeit sein kann – überall dort, wo Menschen diese Geneigtheit gegenüber der Demokratie empfinden. Sie widerlegt all jene, die den Verfassungspatriotismus für ein blasses, blutleeres Konstrukt halten, einen Notbehelf aus den Zeiten der geteilten und moralisch diskreditierten Nation.“

## Geschichte des Begriffes
Der Begriff geht ursprünglich auf Dolf Sternberger zurück und wurde später von Richard von Weizsäcker, Jürgen Habermas und anderen Politikern und Politikwissenschaftlern aufgegriffen. Während des Historikerstreits wurde der Begriff populärer und taucht seitdem immer wieder in Debatten zu Leitkultur, Integration, europäischer Integration und ähnlichem auf.
Er entstand nicht zuletzt vor dem Hintergrund der Teilung Deutschlands. Da das Deutsche Reich nach dem Zweiten Weltkrieg neuorganisiert wurde, hatten sich die westlich orientierte Bundesrepublik und die realsozialistische DDR politisch sowie kulturell voneinander entfernt, weshalb eine Identifikation mit einem „Gesamtdeutschland“ nicht ohne Weiteres möglich war. Das Grundgesetz für die Bundesrepublik Deutschland sah in Art. 116 weiterhin eine Definition der Staatsangehörigkeit über die Abstammung vor. Dieses Ius-sanguinis-Prinzip wurde erst 1999 durch die rot-grüne Koalition um das sog. ius soli (lat.: Recht des Bodens) erweitert.